# Comté de Yalgoo
Le Comté de Yalgoo est une zone d'administration locale à l'est de l'Australie-Occidentale en Australie. Le comté est situé à environ 500 kilomètres au nord de Perth, la capitale de l'État.
Le centre administratif du comté est la ville de Yalgoo.
Le comté est divisé en un certain nombre de localités:
- Yalgoo
- Noongal
- Paynes Find

Le comté a 7 conseillers locaux et n'est pas divisé en circonscriptions.